# New Market (Pennsylvanie)
New Market est une census-designated place située dans le comté de York, dans l’État de Pennsylvanie, aux États-Unis. Lors du recensement de 2020, elle compte 705 habitants.